# سياسة التأشيرات في إندونيسيا
يمكن لمعظم الزوار إلى إندونيسيا الحصول على تأشيرة عند الوصول إلى البلاد، ما لم يكونوا من مواطني إحدى الدول المعفاة من التأشيرة. ومع ذلك، يتوجب على بعض الدول الحصول على تأشيرة مسبقًا من إحدى قائمة البعثات الدبلوماسية الإندونيسية قبل السماح لهم بدخول إندونيسيا.
يجب على جميع الزوار أن يحملوا جواز سفر صالحًا لمدة 6 أشهر على الأقل، بالإضافة إلى تذكرة عودة سارية.
يمكن قبول جواز السفر الذي تزيد صلاحيته عن 3 أشهر في حالات خاصة أو في السفر للأعمال.
قد يطلب موظف الهجرة في منفذ الدخول من الراكب إبراز أي وثائق ضرورية (مثل حجز الفندق وإثبات القدرة المالية).

## خريطة سياسة التأشيرات

سياسة التأشيرات في إندونيسيا:
إندونيسيا
لا تُطلب تأشيرة (30 يومًا)
تأشيرة إلكترونية عند الوصول / تأشيرة عند الوصول (30 يومًا)
تأشيرة مطلوبة
تُصدر التأشيرات فقط بموافقة حكومية (تأشيرة استدعاء)

## الإعفاء من التأشيرة
تنشر المديرية العامة للهجرة قائمة بالدول التي يُعفى مواطنوها من التأشيرة.
يمكن لمواطني الدول الـ 16 التالية دخول إندونيسيا دون تأشيرة، للإقامة بحد أقصى 30 يومًا:
| - جميع الدول الأعضاء في الآسيان# \| - البرازيل - كولومبيا - هونغ كونغ - بيرو \| - سورينام - تيمور الشرقية - تركيا \| \| |                                   |  |
| - البرازيل - كولومبيا - هونغ كونغ - بيرو                                                                                | - سورينام - تيمور الشرقية - تركيا |  |

# - يحق للمقيمين الدائمين في سنغافورة الحصول على دخول دون تأشيرة لمدة 4 أيام إلى باتام، وبنتان، وجزر كاريمون.
يمكن لمواطني الدول المعفاة من التأشيرة دخول إندونيسيا عبر أي من المعابر الحدودية المحددة، والتي تشمل 15 مطارًا، و91 ميناءً بحريًا، و12 منفذًا بريًا حدوديًا.
| تاريخ تغييرات سياسة التأشيرات |
| --- |
| - لم يكن مواطنو الدول التالية بحاجة إلى تأشيرة لدخول إندونيسيا: بروناي، تشيلي، الإكوادور، هونغ كونغ، ماكاو، ماليزيا، المغرب، بيرو، الفلبين، سنغافورة، تايلاند، فيتنام (تم إلغاء ذلك في مارس 2022. ومع ذلك، لم يُستأنف مع تشيلي، الإكوادور، ماكاو، المغرب، وبيرو). - 16 مارس 2015: النمسا، البحرين، بلجيكا، كندا، الصين، جمهورية التشيك، الدنمارك، فنلندا، فرنسا، ألمانيا، المجر، إيطاليا، اليابان، المكسيك، هولندا، نيوزيلندا، النرويج، عُمان، بولندا، روسيا، قطر، جنوب إفريقيا، كوريا الجنوبية، إسبانيا، السويد، سويسرا، الإمارات العربية المتحدة، المملكة المتحدة، الولايات المتحدة. - 19 سبتمبر 2015: الجزائر، أنغولا، الأرجنتين، أذربيجان، بيلاروس، بلغاريا، كرواتيا، قبرص، دومينيكا، مصر، إستونيا، فيجي، غانا، اليونان، آيسلندا، الهند، إيرلندا، الأردن، كازاخستان، قيرغيزستان، لاتفيا، لبنان، ليختنشتاين، ليتوانيا، لوكسمبورغ، جزر المالديف، مالطا، موناكو، بنما، بابوا غينيا الجديدة، البرتغال، رومانيا، سان مارينو، السعودية، سيشيل، سلوفاكيا، سلوفينيا، سورينام، تايوان، تنزانيا، تيمور الشرقية، تونس، تركيا، الفاتيكان، فنزويلا. - 21 ديسمبر 2015: ألبانيا، أنتيغوا وبربودا، أرمينيا، أستراليا، جزر الباهاما، بنغلاديش، بربادوس، بليز، بنين، بوتان، بوليفيا، البوسنة والهرسك، بوتسوانا، البرازيل، بوركينا فاسو، بوروندي، الرأس الأخضر، تشاد، جزر القمر، كوستاريكا، كوت ديفوار، كوبا، جمهورية الدومينيكان، السلفادور، الغابون، غامبيا، جورجيا، غرينادا، غواتيمالا، غيانا، هايتي، هندوراس، جامايكا، كينيا، كيريباتي، ليسوتو، مدغشقر، مالاوي، مالي، جزر مارشال، موريتانيا، موريشيوس، مولدوفا، منغوليا، موزمبيق، ناميبيا، ناورو، نيبال، نيكاراغوا، مقدونيا الشمالية، بالاو، فلسطين، باراغواي، رواندا، ساموا، ساو تومي وبرينسيبي، السنغال، صربيا، جزر سليمان، سريلانكا، سانت كيتس ونيفيس، سانت لوسيا، سانت فنسنت والغرينادين، السودان، طاجيكستان، توغو، تونغا، ترينيداد وتوباغو، تركمانستان، توفالو، أوغندا، أوكرانيا، أوروغواي، أوزبكستان، فانواتو، زامبيا، زيمبابوي. - 15 سبتمبر 2020: كولومبيا. - 6 أبريل 2022: جميع الدول الأعضاء في الآسيان (استؤنفت). - 13 فبراير 2023: تيمور الشرقية (استؤنفت). - 29 أغسطس 2024: كولومبيا (استؤنفت)، هونغ كونغ (استؤنفت)، سورينام (استؤنفت). - 3 يوليو 2025: البرازيل (استؤنفت)، تركيا (استؤنفت). - 12 أغسطس 2025: بيرو (استؤنفت). ملغاة: - مارس 2022: جميع الدول (استؤنفت جميع الدول الأعضاء في الآسيان في 6 أبريل 2022؛ واستؤنفت تيمور الشرقية في 13 فبراير 2023؛ واستؤنفت كولومبيا، هونغ كونغ، وسورينام في 29 أغسطس 2024؛ واستؤنفت البرازيل وتركيا في 3 يوليو 2025؛ واستؤنفت بيرو في 12 أغسطس 2025). |

### بطاقة السفر للأعمال التابعة لآبيك
حاملو جوازات السفر الصادرة عن البلدان التالية والذين يمتلكون بطاقة سفر أعمال منتدى التعاون الاقتصادي لدول آسيا والمحيط الهادئ (ABTC) التي تحتوي على الرمز "IDN" في الجهة الخلفية، والذي يشير إلى أنّها صالحة للسفر إلى إندونيسيا، يمكنهم الدخول دون تأشيرة لرحلات عمل تصل مدتها إلى 60 يوماً.
تُصدر بطاقات ABTC لمواطني:
| - أستراليا - بروناي - تشيلي - الصين - هونغ كونغ - اليابان - كوريا الجنوبية - ماليزيا - المكسيك | - نيوزيلندا - بابوا غينيا الجديدة - بيرو - الفلبين - روسيا - سنغافورة - تايوان - تايلاند - فيتنام |  |

## تأشيرة عند الوصول
ينشر المديرية العامة للهجرة أيضًا قائمة بالدول التي يحق لمواطنيها الحصول على تأشيرة عند الوصول (VoA/e-VoA) إلى إندونيسيا، وعلى الرغم من اسمها، يمكن التقدّم للحصول عليها أيضًا عبر الإنترنت قبل الوصول إلى إندونيسيا من خلال بوابة التأشيرات الإلكترونية (eVisa).
يمكن لمواطني الدول التالية التقدّم بطلب للحصول على تأشيرة عند الوصول. تبلغ تكلفة هذه التأشيرة 500,000 روبية إندونيسية، وهي صالحة لمدة أقصاها 30 يومًا. ويمكن تمديد التأشيرة مرة واحدة داخل إندونيسيا لمدة 30 يومًا إضافيًا في المكاتب المخصصة مقابل رسوم إضافية مقدارها 500,000 روبية.
| - جميع الدول الأعضاء في رابطة دول جنوب شرق آسياN - جميع الدول الأعضاء في الاتحاد الأوروبي \| - ألبانيا - أندورا - الأرجنتين - أرمينيا - أستراليا - أذربيجان - البحرين - بيلاروسيا - البوسنة والهرسك - البرازيلم - كندا - تشيلي - الصين - كولومبيام - الإكوادور - مصر \| - غواتيمالا - هونغ كونغم - آيسلندا - الهند - اليابان - الأردن - كازاخستان - كينيا - الكويت - ليختنشتاين - المالديف - موريشيوس - المكسيك - موناكو - منغوليا - المغرب \| - موزمبيق - نيوزيلندا - النرويج - عُمان - فلسطين - بابوا غينيا الجديدة - بيروم - قطر - روسيا - رواندا - المملكة العربية السعودية - صربيا - قالب:بيانات بلد سيشيل - جنوب أفريقيا - كوريا الجنوبية - سورينامم \| - سويسرا - تايوان - تنزانيا - تيمور الشرقيةم - تونس - تركيام - أوكرانيا - الإمارات العربية المتحدة - المملكة المتحدة - الولايات المتحدة - أوزبكستان - مدينة الفاتيكان - فنزويلا \| | | | |
| - ألبانيا - أندورا - الأرجنتين - أرمينيا - أستراليا - أذربيجان - البحرين - بيلاروسيا - البوسنة والهرسك - البرازيلم - كندا - تشيلي - الصين - كولومبيام - الإكوادور - مصر | - غواتيمالا - هونغ كونغم - آيسلندا - الهند - اليابان - الأردن - كازاخستان - كينيا - الكويت - ليختنشتاين - المالديف - موريشيوس - المكسيك - موناكو - منغوليا - المغرب | - موزمبيق - نيوزيلندا - النرويج - عُمان - فلسطين - بابوا غينيا الجديدة - بيروم - قطر - روسيا - رواندا - المملكة العربية السعودية - صربيا - قالب:بيانات بلد سيشيل - جنوب أفريقيا - كوريا الجنوبية - سورينامم | - سويسرا - تايوان - تنزانيا - تيمور الشرقيةم - تونس - تركيام - أوكرانيا - الإمارات العربية المتحدة - المملكة المتحدة - الولايات المتحدة - أوزبكستان - مدينة الفاتيكان - فنزويلا |

م - مُعفى بالفعل من شرط التأشيرة.
يمكن لمواطني الدول المؤهَّلة للحصول على تأشيرة عند الوصول أن يحصلوا عليها في أي من نقاط العبور الحدودية المعيَّنة، والتي تشمل 16 مطارًا، و95 ميناءً بحريًا، و11 معبرًا بريًا حدوديًا.
| تواريخ تغييرات تأشيرة e-VOA / التأشيرة عند الوصول |
| --- |
| - 7 مارس 2022: أستراليا، بروناي، كمبوديا، كندا، فرنسا، ألمانيا، إيطاليا، اليابان، لاوس، ماليزيا، ميانمار، هولندا، نيوزيلندا، الفلبين، قطر، سنغافورة، كوريا الجنوبية، تايلاند، تركيا، الإمارات العربية المتحدة، المملكة المتحدة، الولايات المتحدة، فيتنام - 6 أبريل 2022: الأرجنتين، بلجيكا، البرازيل، الصين، الدنمارك، فنلندا، المجر، الهند، المكسيك، النرويج، بولندا، المملكة العربية السعودية، سيشل، جنوب أفريقيا، إسبانيا، السويد، سويسرا، تايوان، تيمور الشرقية، تونس - 28 أبريل 2022: النمسا، بلغاريا، كرواتيا، قبرص، تشيكيا، إستونيا، اليونان، هونغ كونغ، إيرلندا، لاتفيا، ليتوانيا، لوكسمبورغ، مالطا، البرتغال، رومانيا، سلوفاكيا، سلوفينيا - 30 مايو 2022: البحرين، بيلاروسيا، البوسنة والهرسك، مصر، الأردن، الكويت، المغرب، عُمان، بيرو، روسيا، صربيا، أوكرانيا - 27 يوليو 2022: كولومبيا، المالديف، موناكو - 15 سبتمبر 2022: ألبانيا، أندورا، تشيلي، الإكوادور، آيسلندا، ليختنشتاين، فلسطين، سورينام، أوزبكستان، مدينة الفاتيكان - 19 يناير 2023: كازاخستان - 28 فبراير 2023: كينيا، رواندا - 19 أبريل 2023: غواتيمالا - 27 يونيو 2023: فنزويلا - 21 أغسطس 2023: أرمينيا، موزمبيق، تنزانيا - 1 سبتمبر 2023: بابوا غينيا الجديدة - 9 يناير 2024: منغوليا - 14 نوفمبر 2024: أذربيجان، موريشيوس أُلغيت: - 9 يناير 2024: بنما - 14 نوفمبر 2024: ماكاو، سان مارينو |

## جوازات السفر غير العادية

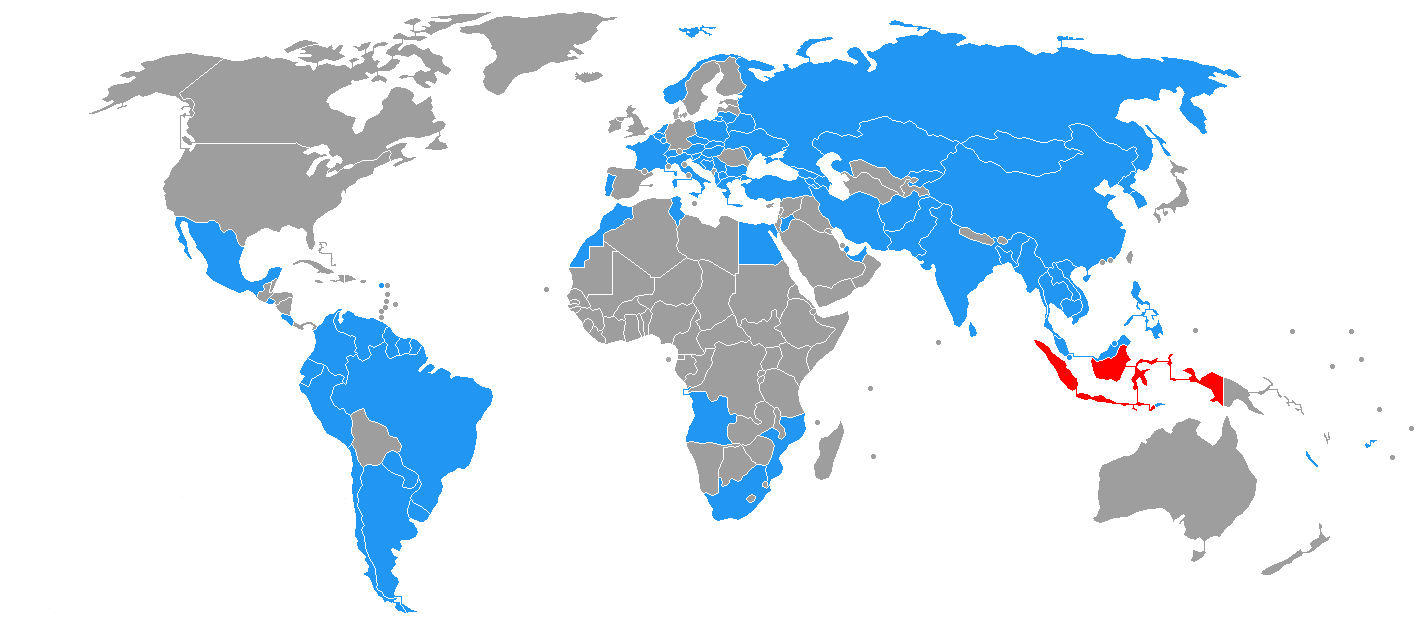
إندونيسيا
لا يُشترط الحصول على تأشيرة لحاملي جوازات السفر الدبلوماسية أو الرسمية أو الخدمية

يُسمح لحاملي جوازات السفر الدبلوماسية أو الرسمية/الخدمية الصادرة عن الدول التالية بزيارة إندونيسيا من دون تأشيرة لمدة 30 يومًا (ما لم يُذكر خلاف ذلك):
| - أفغانستان - ألبانيا - أنغولا - أنتيغوا وباربودا - الأرجنتين - أرمينيا - النمسا - أذربيجان - البحرين - بنغلاديش - بيلاروسيا2 - بلجيكا - البوسنة والهرسك - البرازيل - بروناي1 - بلغاريا - بوروندي - كمبوديا1 - تشيلي - الصين - كولومبيا - كوستاريكا - كرواتيا - كوبا - جمهورية التشيك | - الدنمارك - الإكوادور - مصر - السلفادور - غينيا الاستوائية - فيجي - فنلندا - فرنسا - جورجيا - اليونان - غيانا - المجر - الهند - إيران - إيرلنداD - إيطاليا - اليابان - الأردن2 - كازاخستان - الكويت - قيرغيزستان - لاوس1 - ليتوانيا - لوكسمبورغ - ماليزيا | - المكسيك - مولدوفا - منغوليا - مونتينيغرو - المغرب - موزمبيق - ميانمار1 - هولندا - نيكاراغوا - النيجر - كوريا الشمالية1 - مقدونيا الشمالية - النرويج - باكستان - بنما - بابوا غينيا الجديدة - باراغواي - بيرو - الفلبين - بولندا - البرتغال - قطر - رومانيا - روسيا1 - سانت كيتس ونيفيس | - السنغال - صربيا - سنغافورة - سلوفاكيا - سلوفينيا - جزر سليمان - جنوب أفريقيا - كوريا الجنوبية - سريلانكا - سورينام - السويد - سويسرا - طاجيكستان - تنزانيا - تايلاند - تيمور الشرقية - تونس - تركيا - أوكرانيا - الإمارات العربية المتحدة - المملكة المتحدةD - أوروغواي - فنزويلا - فيتنام1 |  |

D - جوازات السفر الدبلوماسية فقط.

1 – 14 يومًا

2 – 90 يومًا
وقّعت إندونيسيا اتفاقيات إعفاء من التأشيرة مع الجزائر، إسواتيني، غامبيا، نيبال، العراق، رواندا، الصومال وسوريا لحاملي جوازات السفر الدبلوماسية والخدمية. وما تزال هذه الاتفاقيات في انتظار التصديق.

## العبور بدون تأشيرة
المسافرون الذين يعبرون عبر مطار سوكارنو هاتا الدولي دون تغيير المحطات، أو الذين يعبرون عبر مطار نغوراه راي الدولي دون البقاء بعد الساعة الثانية صباحًا، لا يحتاجون إلى تأشيرة عبور إذا كانت مدة العبور تصل إلى 8 ساعات.

## التأشيرة المطلوبة
يجب على الرعايا الذين يرغبون في الحصول على تأشيرة دخول متعددة، أو تمديد تأشيرتهم (حتى خمس مرات كحد أقصى)، أو الذين لا يحق لهم الاستفادة من الدخول دون تأشيرة أو من تأشيرة عند الوصول، التقدّم بطلب للحصول على تأشيرة مسبقًا لدى سفارة أو قنصلية إندونيسية.

### الموافقة المطلوبة (تأشيرة الاستدعاء)
تُطبّق تأشيرة الاستدعاء على رعايا الدول التي تُعتبر ذات هشاشة أو مخاطر معيّنة تتعلق بالأيديولوجيا أو السياسة أو الاقتصاد أو المجتمع أو الثقافة أو الأمن أو الهجرة. وبسبب هذه العوامل، يتعيّن على مواطني هذه الدول الحصول على موافقة خاصة من المديرية العامة للهجرة في جاكرتا قبل التقدّم بطلب للحصول على تأشيرة. وإلى جانب التأشيرة، يجب أن يحملوا خطاب مرجعي صادرًا عن المديرية العامة للهجرة، بالإضافة إلى خطاب الدعوة الذي استُخدم للتقدّم بطلب التأشيرة الإندونيسية قبل السفر إلى إندونيسيا.
| - أفغانستان - إسرائيل - ليبيريا | - نيجيريا - كوريا الشمالية - الصومال |  |

| تاريخ تغييرات تأشيرة الاستدعاء                                                                                         |
| --- |
| أُلغيت - غير محدد: إيران، العراق، النيجر[بحاجة لمصدر] - 8 أغسطس 2017: باكستان - 23 نوفمبر 2023: الكاميرون - 2024: غينيا |

## تاريخ إصلاحات سياسة التأشيرات
1. في مارس 2015، أعلنت السلطات الإندونيسية أنه ابتداءً من أبريل 2015 سيتم إعفاء مواطني 30 دولة إضافية من التأشيرة، وهي: النمسا، البحرين، بلجيكا، كندا، الصين، جمهورية التشيك، الدنمارك، فنلندا، فرنسا، ألمانيا، المجر، إيطاليا، اليابان، المكسيك، هولندا، نيوزيلندا، النرويج، عُمان، بولندا، روسيا، قطر، جنوب أفريقيا، كوريا الجنوبية، إسبانيا، السويد، سويسرا، الإمارات العربية المتحدة، المملكة المتحدة والولايات المتحدة.[24][25] لكي يدخل الإعفاء من التأشيرة حيّز التنفيذ، كان يجب تعديل القانون الإندونيسي الذي ينص على مبدأ المعاملة بالمثل.[26] وفي أكتوبر 2015، تم توسيع القائمة بموجب مرسوم رئاسي جديد لتشمل 45 دولة أخرى.
2. تتوقع الحكومة الإندونيسية إيرادات إضافية قدرها 1.3 مليار دولار أمريكي لاحتياطيات النقد الأجنبي نتيجةً للإعفاء من التأشيرة.[27]
3. في مايو 2015، أعلن نائب الرئيس يوسف كالا أن الإعفاء من التأشيرة سيتم توسيعه ليشمل 60–70 دولة بمجرد إزالة بند المعاملة بالمثل من قانون الهجرة.[28]
4. في 12 يونيو 2015، أعلنت الحكومة الإندونيسية رسمياً إعفاء 45 دولة مذكورة أعلاه من التأشيرة لمدة 30 يوماً، لكن لا يمكن تمديد تصريح الزيارة أو تحويله إلى تصاريح أخرى.[29]
5. في 19 سبتمبر 2015، أعلنت السلطات الإندونيسية أسماء 45 دولة ومنطقة إضافية ستصبح مؤهلة للسفر إلى إندونيسيا دون تأشيرة بحلول نهاية سبتمبر 2015، وهي: الجزائر، أنغولا، الأرجنتين، أذربيجان، بيلاروسيا، بلغاريا، كرواتيا، قبرص، دومينيكا، مصر، إستونيا، فيجي، غانا، اليونان، آيسلندا، الهند، أيرلندا، الأردن، كازاخستان، قيرغيزستان، لاتفيا، لبنان، ليختنشتاين، ليتوانيا، لوكسمبورغ، المالديف، مالطا، موناكو، بنما، بابوا غينيا الجديدة، البرتغال، رومانيا، سان مارينو، السعودية، سيشل، سلوفاكيا، سلوفينيا، سورينام، تايوان، تنزانيا، تيمور الشرقية، تونس، تركيا، الفاتيكان وفنزويلا.[30]
6. في 21 ديسمبر 2015، أعلن وزير التنسيق البحري ريزال رملي أن سياسة الإعفاء من التأشيرة ستُمدد لتشمل 84 دولة إضافية بحلول نهاية 2015. وتشمل القائمة الكاملة ألبانيا، أنتيغوا وبربودا، أرمينيا، أستراليا، باهاماس، بنغلاديش، بربادوس، بليز، بنين، بوتان، بوليفيا، البوسنة والهرسك، بوتسوانا، البرازيل، بوركينا فاسو، بوروندي، الكاميرون، الرأس الأخضر، تشاد، جزر القمر، كوستاريكا، ساحل العاج، كوبا، جمهورية الدومينيكان، السلفادور، الغابون، غامبيا، جورجيا، غرينادا، غواتيمالا، غينيا، غيانا، هايتي، هندوراس، جامايكا، كينيا، كيريباتي، ليسوتو، مدغشقر، ملاوي، مالي، جزر مارشال، موريتانيا، موريشيوس، مولدوفا، منغوليا، مونتينيغرو، موزمبيق، ناميبيا، ناورو، نيبال، نيكاراغوا، كوريا الشمالية، مقدونيا الشمالية، باكستان، بالاو، فلسطين، باراغواي، رواندا، ساموا، ساو تومي وبرينسيب، السنغال، صربيا، جزر سليمان، الصومال، سريلانكا، سانت كيتس ونيفيس، سانت لوسيا، سانت فنسنت والغرينادين، السودان، طاجيكستان، توغو، تونغا، ترينيداد وتوباغو، تركمانستان، توفالو، أوغندا، أوكرانيا، أوروغواي، أوزبكستان، فانواتو، زامبيا، زيمبابوي. وبذلك أصبح عدد الدول المستفيدة من الإعفاء من التأشيرة 174 دولة.[31][32][33][34]
7. وقع رئيس إندونيسيا جوكو ويدودو مرسوماً رئاسياً في 2 مارس 2016 بشأن مراجعة قائمة الدول الممنوحة تسهيلات زيارة قصيرة دون تأشيرة. من بين 84 دولة إضافية كان مخططاً إدراجها، تم تمرير 78 فقط. وما زال مواطنو الكاميرون، غينيا، مونتينيغرو، كوريا الشمالية، باكستان والصومال بحاجة إلى تأشيرة مسبقة لدخول إندونيسيا.[35]
8. في 5 أغسطس 2020، وقّعت وزيرة الخارجية الإندونيسية ريتنو مارسودي اتفاقية إعفاء من التأشيرة مع وزيرة الخارجية الكولومبية كلوديا بلوم، تسمح لحاملي جوازات السفر العادية من كولومبيا بدخول إندونيسيا دون تأشيرة لمدة تصل إلى 30 يوماً. دخلت حيز التنفيذ في 15 سبتمبر 2020.[36]
9. تم تعليق نظام الإعفاء من التأشيرة خلال جائحة كوفيد-19. وأُعيد العمل به فقط لمواطني آسيان وتيمور الشرقية عام 2023. ويمكن لمواطني 92 دولة الحصول على تأشيرة إلكترونية عند الوصول أو تأشيرة عند الوصول، مما يعني العودة فعلياً إلى النظام ما قبل 2015.[37]
10. في ديسمبر 2023، أعلن وزير السياحة والاقتصاد الإبداعي سندياجا أونو أن الوزارة تعمل على استئناف الدخول دون تأشيرة لمواطني 20 دولة ذات إنفاق سياحي مرتفع، من بينها أستراليا، الصين، فرنسا، ألمانيا، الهند، إيطاليا، اليابان، هولندا، نيوزيلندا، قطر، روسيا، السعودية، كوريا الجنوبية، إسبانيا، تايوان، الإمارات، الولايات المتحدة والمملكة المتحدة.[38]
11. وقعت حكومة جوكو ويدودو اللائحة الرئاسية رقم 95/2024 في 29 أغسطس 2024، والتي استأنفت الدخول دون تأشيرة للسياح من كولومبيا، هونغ كونغ وسورينام، كما منحت دخولاً دون تأشيرة إلى باتام، بينتان وكاريمون في جزر رياو لحاملي الإقامة الدائمة في سنغافورة لمدة تصل إلى أربعة أيام.[39][40][41]
12. أعلنت المديرية العامة للهجرة في 2 يوليو 2025 أنها ستستأنف الدخول دون تأشيرة للسياح من البرازيل وتركيا. ومن المقرر أن تدخل اللوائح حيّز التنفيذ في اليوم التالي.[42][43]